# Kelet-ázsiai Múzeum (Stockholm)
A stockholmi Kelet-ázsiai Múzeum (svédül: Östasiatiska museet) Európa egyik legnagyobb, legátfogóbb tematikus gyűjteményének tára, ahol elsősorban Kína, Japán és India művészeti és kulturális kincsei kerülnek bemutatásra.

## Története
A múzeum létrehozására a svéd parlament 1926-ban adott engedélyt. Kezdetben leginkább csak Johan Gunnar Andersson (1874-1960) svéd régésznek, a múzeum alapító igazgatójának, a Kínában, az 1920-as években végzett archeológiai feltárásaiból származó tárgyi emlékek gyűjtésére volt hivatott.
Az Östasiatiska Museet 1963-ban nyílt meg a látogatók előtt Skeppsholmen szigetén. Megnyitása óta gazdag gyűjteményeket és kiállításokat mutat be az ázsiai régészet, a klasszikus művészetek és a kultúra területeiről. Továbbá a nyilvánosság előtt is nyitott hatalmas szakkönyvtárral is rendelkezik. A múzeum 1963-ban jelentette meg összefoglaló katalógusát (Museum of Far Eastern Antichities: Album), továbbá évente megjelenteti saját szakfolyóiratát is Bulletin of the Museum of Far Eastern Antiquities címen.

## A múzeum igazgatói
- 1926–39 Johan Gunnar Andersson
- 1939–59 Bernhard Karlgren
- 1959–81 Bo Gyllensvärd
- 1981–98 Jan Wirgin
- 2000–05 Magnus Fiskesjö
- 2005–10 Sanne Houby-Nielsen
- 2016– Michel Lee

## Fordítás
- Ez a szócikk részben vagy egészben  a   Museum of Far Eastern Antiquities, Stockholm című angol Wikipédia-szócikk ezen változatának fordításán alapul.  Az eredeti cikk szerkesztőit annak laptörténete sorolja fel. Ez a jelzés csupán a megfogalmazás eredetét és a szerzői jogokat jelzi, nem szolgál a cikkben szereplő információk forrásmegjelöléseként.